# Sedum oaxacanum
Sedum oaxacanum är en fetbladsväxtart som beskrevs av Joseph Nelson Rose. Sedum oaxacanum ingår i Fetknoppssläktet som ingår i familjen fetbladsväxter. Inga underarter finns listade i Catalogue of Life.